# Западна паротия
Западната паротия (Parotia sefilata) е вид птица от семейство Райски птици (Paradisaeidae).

## Разпространение и местообитание
Разпространен е в Индонезия.